# Per Buhre
Per Buhre celým jménem Per Gunnar Buhre je švédský fotograf a hudebník, žijící a pracující ve Švédsku v Göteborgu.

## Život a dílo
Jako fotograf a aktivní hudebník, houslista, se specializuje zejména na fotografické portréty osobností spojených se světem filmu, divadla a hudby. Jako hudebník má velmi blízko k jazzu ale také třeba k 
barokní hudbě i dalším hudebním žánrům, které se tak promítají do jeho fotografických projektů věnovaných těmto tématům. Mezi ně patří Singer studio collection, The Rythm art Duo, Jazz Collection, Baroque Collection či soubor portrétů Negar pořízený při hostování íránské mezzosopranistky Negar Sarassi v Göteborgu v roce 2012
a další.
Mezi jeho známé portréty zpěváků a hudebníků patří například portréty francouzské sopranistky Claire Lefilliâtre nebo francouzského dirigenta a hudebníka Vincenta Dumestreho.
Svá díla vystavuje zatím krátkodobě, spolu s jinými fotografy, v malých galeriích nebo divadlech měst, kde vystupují umělci či soubory, které fotografoval. Tak tomu bylo třeba při vystoupeních souboru Le Poème Harmonique s dirigentem Vincentem Dumestrem v belgickém Vevay (galerie Art et Lettres).
Jako houslista se podílel na doprovodných partech na albu Siwan marocké zpěvačky Aminy Alaoui a norského klavíristy
Jona Balkeho.
V současné době vyučuje na Academy of Music and Drama v Göteborgu.

### Diskografie
- 2009 Siwan (klavír: Jon Balke, zpěv: Amina Alaoui), ECM
- 2010 Norwegian Jazz – Listen to the Mountains